# Cisai-Saint-Aubin
Cisai-Saint-Aubin – miejscowość i gmina we Francji, w regionie Normandia, w departamencie Orne. Nazwa miejscowości pochodzi od imienia św. Albina.
Według danych na rok 1990 gminę zamieszkiwało 175 osób, a gęstość zaludnienia wynosiła 12 osób/km² (wśród 1815 gmin Dolnej Normandii Cisai-Saint-Aubin plasuje się na 711. miejscu pod względem liczby ludności, natomiast pod względem powierzchni na miejscu 255.).